# Szermierka na Igrzyskach Panamerykańskich 1999
Szermierka na Igrzyskach Panamerykańskich 1999 odbywała się w dniach 3–7 sierpnia 1999 roku w hali Maples Complex w kanadyjskim Winnipeg. Zawodnicy obojga płci rywalizowali w dziesięciu konkurencjach.

## Podsumowanie

### Klasyfikacja medalowa
| Klasyfikacja medalowa | Klasyfikacja medalowa | Klasyfikacja medalowa | Klasyfikacja medalowa | Klasyfikacja medalowa | Klasyfikacja medalowa |
| Miejsce               | państwo               | Złoto                 | Srebro                | Brąz                  | Razem                 |
| --------------------- | --------------------- | --------------------- | --------------------- | --------------------- | --------------------- |
| 1                     | Kuba                  | 9                     | 3                     | 2                     | 14                    |
| 2                     | Kanada                | 1                     | 1                     | 3                     | 5                     |
| 3                     | Stany Zjednoczone     | 0                     | 2                     | 5                     | 7                     |
| 4                     | Wenezuela             | 0                     | 1                     | 2                     | 3                     |
| 5                     | Meksyk                | 0                     | 1                     | 1                     | 2                     |
| 6                     | Chile                 | 0                     | 1                     | 0                     | 1                     |
| 6                     | Portoryko             | 0                     | 1                     | 0                     | 1                     |
| 8                     | Argentyna             | 0                     | 0                     | 1                     | 1                     |
| 8                     | Kolumbia              | 0                     | 0                     | 1                     | 1                     |
| Razem                 | Razem                 | 10                    | 10                    | 15                    | 35                    |

### Medaliści

#### Mężczyźni
| 1. miejsce                                                          | 2. miejsce                                                                          | 3. miejsce                                                                              | Źródło |
| Floret                                                              | Floret                                                                              | Floret                                                                                  |        |
| ------------------------------------------------------------------- | ----------------------------------------------------------------------------------- | --------------------------------------------------------------------------------------- | ------ |
| Rolando Tucker                                                      | Elvis Gregory                                                                       | Zaddick Longenbach Carlos Rodríguez                                                     | [ 1 ]  |
| Kuba · Rolando Tucker · Elvis Gregory · Raúl Perojo · Oscar García  | Stany Zjednoczone · Clifford Bayer · Zaddick Longenbach · Dan Kellner · David Lidow | Wenezuela · Enrique da Silva · Carlos Pineda · Carlos Rodríguez · Rafael Suárez         | [ 2 ]  |
| Szpada                                                              |                                                                                     |                                                                                         |        |
| Carlos Pedroso                                                      | Jonathan Peña                                                                       | Laurie Shong Arturo Simont                                                              | [ 3 ]  |
| Kuba · Camilo Boris · Iván Trevejo · Nelson Loyola · Carlos Pedroso | Chile · Luciano Inostroza · Javier Gutiérrez · Sergio Penzo · Paris Inostroza       | Kolumbia · Saúl Vasco · William González · Mauricio Rivas · Juan Miguel Paz             | [ 4 ]  |
| Szabla                                                              |                                                                                     |                                                                                         |        |
| Cándido Maya                                                        | Akhnaten Spencer-El                                                                 | Michel Boulos Arístides Faure                                                           | [ 5 ]  |
| Kanada · Michel Boulos · Evens Gravel · Marc-Olivier Hassoun        | Kuba · Abel Caballero · Cándido Maya · Arístides Faure · Elvis Gregory              | Stany Zjednoczone · Terrence Lasker · Herby Raynaud · Keeth Smart · Akhnaten Spencer-El | [ 6 ]  |

#### Kobiety
| 1. miejsce                                                               | 2. miejsce                                                        | 3. miejsce                                                                         | Źródło |
| Floret                                                                   | Floret                                                            | Floret                                                                             |        |
| ------------------------------------------------------------------------ | ----------------------------------------------------------------- | ---------------------------------------------------------------------------------- | ------ |
| Migsey Dussú                                                             | Cecilia Esteva                                                    | Julie Mahoney Adlim Benítez                                                        | [ 7 ]  |
| Kuba · Adlim Benítez · Migsey Dussú · Odalys Gorguet · Lizmaite Trujillo | Wenezuela · Johana Fuenmayor · Mariana González · Sandra Torres   | Stany Zjednoczone · Stephanie Eim · Susan Jennings · Julie Smith · Iris Zimmermann | [ 8 ]  |
| Szpada                                                                   |                                                                   |                                                                                    |        |
| Mirayda García                                                           | Tamara Esteri                                                     | Elida Agüero Nhi Lan Le                                                            | [ 9 ]  |
| Kuba · Eimey Gómez · Zuleydis Ortiz · Tamara Esteri · Mirayda García     | Kanada · Heather Landymore · Monique Kavelaars · Sherraine Schalm | Stany Zjednoczone · Stephanie Eim · Nhi Lan Le · Julie Smith · Sarah Orman         | [ 10 ] |